# Maxence Caqueret
Maxence Caqueret (Vénissieux, 15 februari 2000) is een Frans voetballer die speelt als middenvelder. Hij maakte in 2019 zijn debuut in de Coupe de France voor Olympique Lyon.

## Clubcarrière
Caqueret tekende op 14 december 2018 een tweejarig contract bij Olympique Lyon, de club waar hij sinds 2011 in de jeugd en het tweede elftal speelde. Caqueret maakte zijn debuut voor het tweede elftal van Olympique Lyon op 17 september 2016 in thuiswedstrijd tegen ASF Andrézieux, die in een 2-5 verlies zou eindigen. Hij viel in de 90e minuut in voor Timothé Cognat.
Op 5 januari 2019 maakte de elfjarige Caqueret zijn (basis)debuut voor het eerste elftal van Olympique Lyon in de beker in de uitwedstrijd tegen Bourges 18. Caqueret speelde gedurende deze wedstrijd, die met 0-2 gewonnen werd, 72 minuten, waarna Houssem Aouar hem verving.

## Clubstatistieken
| Seizoen | Club              | Competitie             | Competitie | Competitie | Beker | Beker | Internationaal | Internationaal | Overig | Overig | Totaal | Totaal |
| Seizoen | Club              | Competitie             | Wed.       | Dlp.       | Wed.  | Dlp.  | Wed.           | Dlp.           | Wed.   | Dlp.   | Wed.   | Dlp.   |
| ------- | ----------------- | ---------------------- | ---------- | ---------- | ----- | ----- | -------------- | -------------- | ------ | ------ | ------ | ------ |
| 2016/17 | Olympique Lyon II | Championnat National 2 | 1          | 0          | 0     | 0     | -              | -              | 0      | 0      | 1      | 0      |
| 2017/18 | Olympique Lyon II | Championnat National 2 | 16         | 0          | 0     | 0     | -              | -              | 0      | 0      | 16     | 0      |
| 2018/19 | Olympique Lyon II | Championnat National 2 | 15         | 0          | 0     | 0     | -              | -              | 0      | 0      | 15     | 0      |
| 2018/19 | Olympique Lyon    | Ligue 1                | 0          | 0          | 2     | 0     | -              | -              | 0      | 0      | 2      | 0      |
| Totaal  | Totaal            | Totaal                 | 32         | 0          | 2     | 0     | 0              | 0              | 0      | 0      | 34     | 0      |

Bijgewerkt op 16 april 2019.